# Tösen från Stormyrtorpet
För andra betydelser, se Tösen från Stormyrtorpet (olika betydelser).
Tösen från Stormyrtorpet är en kortroman från 1908 av den svenska författarinnan Selma Lagerlöf. Den kretsar kring den unga Helga som förskjuts när hennes arbetsgivare inte erkänner att han är far till hennes barn, den unge mannen Gudmund som efter en berusad natt tror att han har dödat en man, och Gudmunds fästmö Hildur.
Berättelsen ingick ursprungligen i samlingen En saga om en saga och andra sagor. Den är förlaga till sju stycken filmer.

## Filmatiseringar

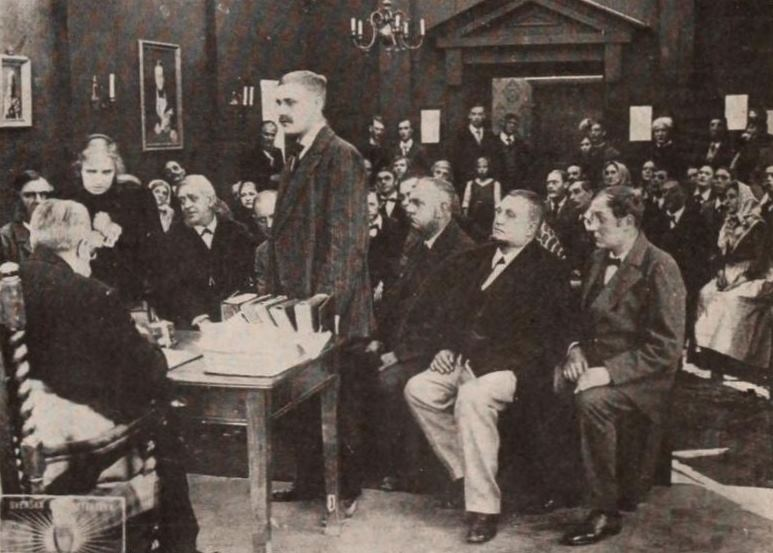
Scen ur filmen från 1917

Berättelsen är förlaga till följande filmer:
- 1917: Tösen från Stormyrtorpet, Sverige, regi Victor Sjöström
- 1935: Bataklı Damın Kızı, Aysel, Turkiet, regi Muhsin Ertuğrul
- 1935: Tösen från Stormyrtorpet (Das Mädchen vom Moorhof), Tyskland, regi Douglas Sirk
- 1940: Tösen från Stormyrtorpet (Suotorpan tyttö), Finland, regi Toivo Särkkä
- 1947: Tösen från Stormyrtorpet, Sverige, regi Gustaf Edgren
- 1952: Husmandstøsen, Danmark, regi Alice O'Fredericks
- 1958: Tösen från Stormyrtorpet (Das Mädchen vom Moorhof), Tyskland, regi Gustav Ucicky